# Нергисшах-султанија
Султанија Нергисшах (тур. Nergisşah Sultan) (1539 — 1597) била је отоманска принцеза, кћи принца Мустафе и унука султаније Махидевран и Сулејмана Величанственог.

## Биографија
Рођена је око 1539. године у Маниси и била је прво дете свог оца. Након погубљења њеног оца, султан Сулејман је укинуо исплате султанији Махидевран. Како би одвојио своју унуку од Махидевран, одлучује да уда Нергисшах-султанију за Џенаби Ахмед-пашу, намесника Анкаре.
Њен супруг Џенаби Ахмед-паша је пружио подршку 1559. године принцу Бајазиту током скоба са принцом Селимом. Из докумената, сазнајемо да је Ахмед-паша преминуо изненада 1562. године.
Ни један извор не наводи шта се десило са Нергисшах-султанијом наком смрти њеног мужа, па њена судбина остаје непозната.
Међутим, Јозеф фон Хамер-Пургштал наводи да принц Мустафа има троје деце у време његове смрти: принца Мехмеда, султанију Шах и неименовану кћи, која је рођена 1536. године а умрла 1597. године. Поред њене смрти,он наводи да је имала два супруга; први је био везир Махмуд-паша, а други је био Коџа Синан-паша.
Међутим, постоји навод из периода владавине Селима II који указује да је истина да је Нергисшах била удата за извесног везира куполе(четвртог везира) Махмуд-пашу:
```
 Три везира, као Ферхад-паша, четврти везир Махмуд, и трећи везир Ахмед, оженили су се султанијама од крви - унукама султана Сулејмана; први је ожењен ћерком принца Мехмета, други ћерком принца Мустафе, а трећи ћерком султаније Михримах.
[
3
]
```

Када је Махмуд-паша преминуо, према Пургшталу, склопљен је брак са Коџа Синан-пашом. Историчари имају различита мишљења ко је била супруга Синан-паше; једни верују да је то била праунука султаније Ферахшад (кћи принца Коркута), други да је његова супруга била султанија Ајше, кћи Сулејманове полу-сестре султаније Шахзаде. Хамер-Пургштал наводи да је у питању кћи принца Мустафе.
Постоје наводи да је супруга Синан-паше, након његове смрти била накратко удата за Гузелче Махмуд-пашу, који ће 1604. године постати супруг султаније Ајше, кћери Мурата III. Ако је случај да је Синан-паша био Нергисшахин супруг, мора да је после склопила брак са Гузелче-пашом.